# Mobile High-Definition Link

Logo MHL

Mobile High-Definition Link (MHL) je průmyslová norma a standard pro mobilní multimediální (audio/video) rozhraní, interface, které umožňuje spotřebitelům připojit mobilní telefon, tablet a další přenosná elektronická zařízení k televizorům s vysokým rozlišením obrazu a zvuku. Nejnovější MHL 3.0 podporuje video až do rozlišení 4K (Ultra HD) a zvuk s kanály 7.1 při současném napájení připojeného zařízení.
Výrobky vybavené MHL jsou adaptéry, autopříslušenství, televizní a radiové přijímače, přehrávače Blu-ray, kabely, digitální televizory, monitory, projektory, chytré telefony, tablety, různé televizní příslušenství a podobně.
MHL vyvinulo MHL Consortium, které vytvořily přední společnosti mobilní telefonie a spotřební elektroniky Nokia, Samsung, Silicon Image, Sony a Toshiba.